# Hérouvillette
Hérouvillette ist eine französische Gemeinde mit 1.353 Einwohnern (Stand: 1. Januar 2022) im Département Calvados in der Region Normandie. Sie gehört zum Arrondissement Lisieux und zum Kanton Cabourg. Die Einwohner werden als Hérouvillettois bezeichnet.

## Geografie
Hérouvillette liegt etwa neun Kilometer nordöstlich vom Stadtzentrum von Caen entfernt. Umgeben wird Hérouvillette von Ranville im Norden und Westen, Bréville-les-Monts im Nordosten, Escoville im Süden und Osten sowie Colombelles im Südwesten.

## Bevölkerungsentwicklung
| Jahr                             | 1962 | 1968 | 1975 | 1982 | 1990 | 1999 | 2006 | 2013 |
| Einwohner                        | 606  | 810  | 806  | 765  | 1190 | 1119 | 1103 | 1160 |
| Quelle: Cassini, EHESS und INSEE |      |      |      |      |      |      |      |      |

## Sehenswürdigkeiten
- Kirche La Nativité-de-Notre-Dame aus dem 14. Jahrhundert
- Kirche Sainte-Honorine in der Ortschaft Sainte-Honorine-la-Chardronette aus dem 18. Jahrhundert

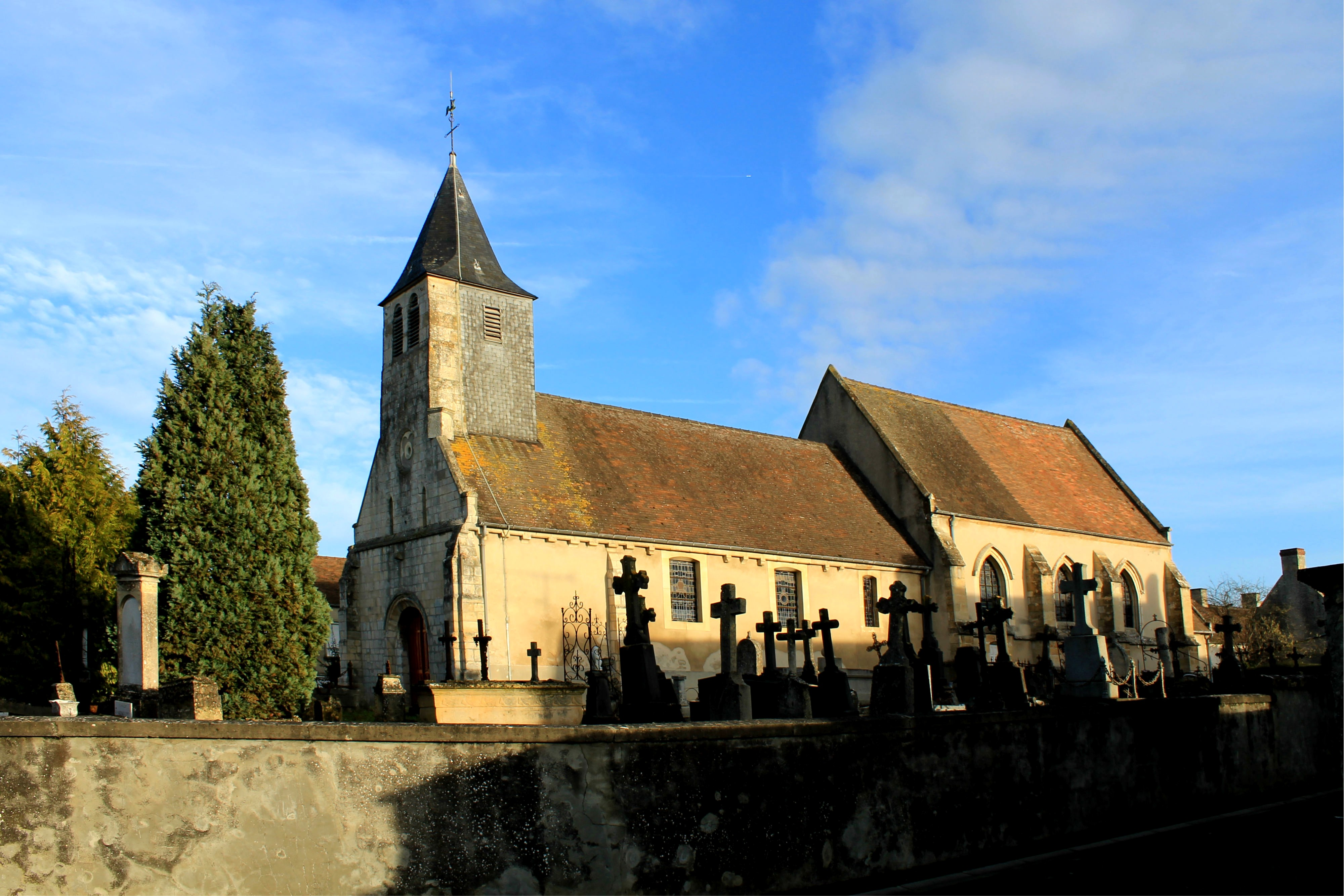
Kirche La Nativité-de-Notre-Dame
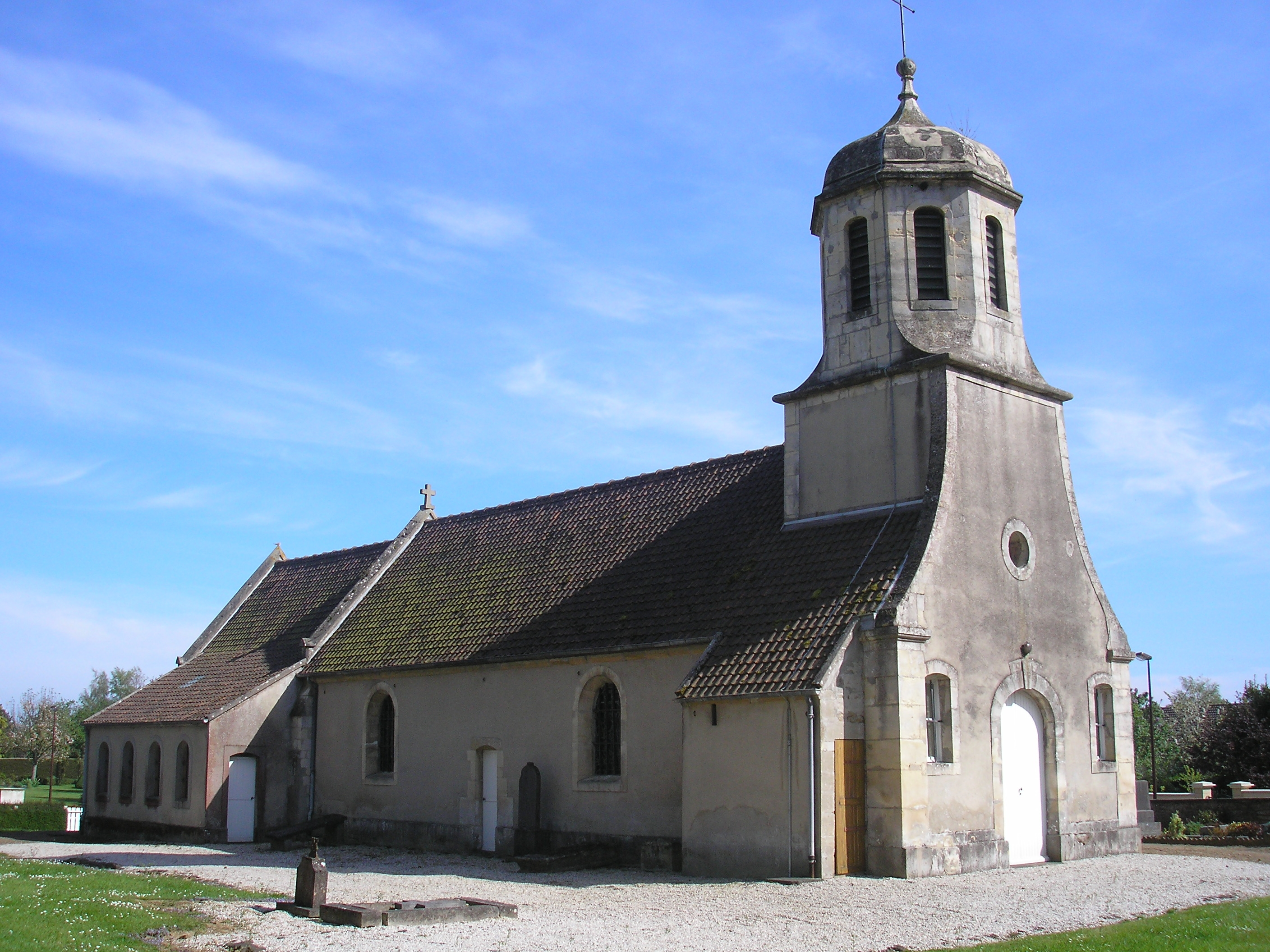
Kirche Sainte-Honorine

## Persönlichkeiten
- Claude Hettier de Boislambert (1906–1986), Widerstandskämpfer, Politiker